# 天狼星山
84°8′S 163°15′E / 84.133°S 163.250°E
天狼星山（英語：Mount Sirius），是南極洲的山峰，位於沙克爾頓海岸，處於鮑斯冰原島峰以北6公里，海拔高度2,300米，由新西蘭探險隊命名，現時由南極條約體系管理。